# Hypenia
Hypenia és un gènere d'angiospermes, amb 27 espècies, pertanyent a la família de les lamiàcies i nativa de Sud-amèrica.

## Taxonomia
| - Hypenia aristulata - Hypenia brachystachys - Hypenia calycina - Hypenia concinna - Hypenia crispata - Hypenia densiflora - Hypenia durifolia - Hypenia gardneriana | - Hypenia glauca - Hypenia inelegans - Hypenia irregularis - Hypenia macrantha - Hypenia macrosiphon - Hypenia marifolia - Hypenia ocymoides - Hypenia paniculata | - Hypenia paradisi - Hypenia pauliana - Hypenia perplexa - Hypenia pruinosa - Hypenia reticulata - Hypenia salzmannii - Hypenia subrosea - Hypenia vitifolia |